# 費爾布里克 (加利福尼亞州)
費爾布里克（英語：Firebrick）是位於美國加利福尼亞州阿馬多爾縣的一個非建制地區。該地的面積和人口皆未知。

## 地理
費爾布里克的座標為38°20′04″N 120°55′31″W / 38.33444°N 120.92528°W，而該地的平均海拔高度為115米（即377英尺）。